# Perfluoropentaceno
Perfluoropentaceno (PFP) é um semicondutor orgânico tipo n, o qual é produzido por fluoração do semicondutor tipo p pentaceno. Possui um cor preta azulada, e é usado para dispositivos de película fina molecular (como OLEDs ou OFETs).